# Calypso@Dirty Jim's
Pour les articles homonymes, voir Calypso (homonymie).
Pour plus de détails, voir Fiche technique et Distribution.
Calypso@Dirty Jim’s est un documentaire musical français sur le thème du calypso réalisé par Pascale Obolo en 2005.

## Synopsis
Le calypso c’est l’âme de l'île de Trinidad. Depuis trois siècles, ses interprètes sont les troubadours du monde créole. Improvisateurs hors pair, poètes allergiques à toutes les censures, les calypsoniens racontent l’esclavage, la libération, les guerres et la vie de tous les jours… sans jamais oublier l’amour, avec une furieuse dose d’humour et de sexe. Calypso@Dirty Jim’s, raconte l’histoire de ces retrouvailles avec cette génération d’artistes dans les hauts lieux du calypso et sur la scène du fameux « Dirty Jim’s Club » reconstitué pour les besoins du film. Tourné en marge du carnaval, qui déferle dans les rues au son de la soca des « soundsystem », ce documentaire musical - coloré et émouvant - est une évocation sensible et originale de l’âge d’or du calypso.

## Fiche technique
- Réalisation : Pascale Obolo
- Production : Dynamo Production, Maturity Music Limited
- Image : Jérôme De Missolz
- Son : Eric Ménard
- Montage : Carlo Rizzo

## Distinctions
- Festival Panafricano de Cannes, 2006